# 貴船口駅
貴船口駅（きぶねぐちえき）は、京都府京都市左京区鞍馬貴船町にある、叡山電鉄鞍馬線の駅。駅ナンバリングはE16。
貴船神社で知られる京都の奥座敷、貴船への玄関口となる駅である。

## 歴史

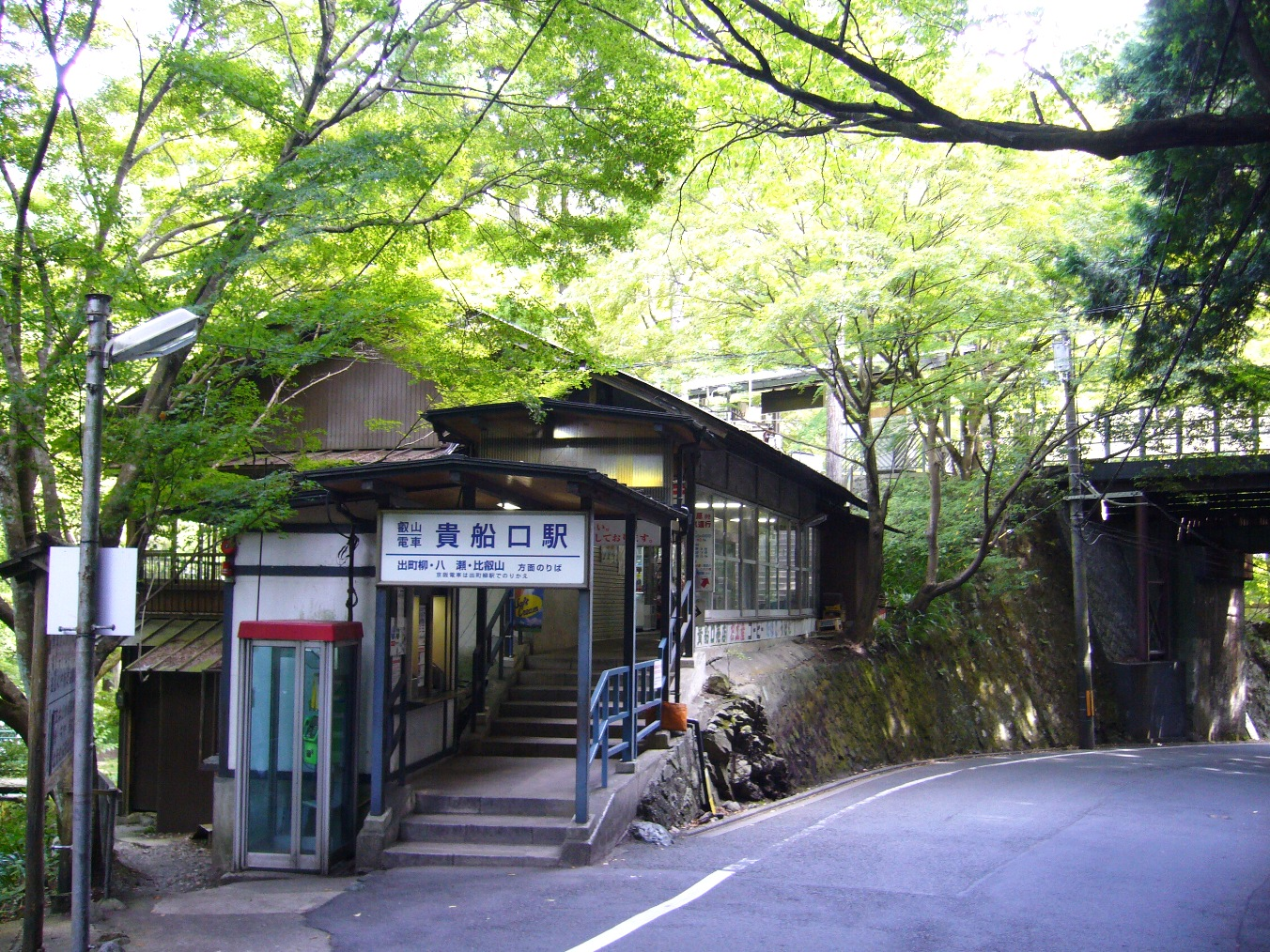
旧駅舎（2007年10月）

- 1929年（昭和4年）12月20日：鞍馬電気鉄道の駅として開業[2]。
- 1942年（昭和17年）8月1日：会社合併により京福電気鉄道鞍馬線の駅となる[4]。
- 1986年（昭和61年）4月1日：京福電気鉄道が鞍馬線を叡山電鉄に譲渡、叡山電鉄鞍馬線の駅となる[4]。
- 2019年（平成31年）3月8日：駅舎の改築のため、出入口を仮設に変更。貴船口駅前バス停を鞍馬街道沿いに仮移設。
- 2020年（令和2年）3月19日：新駅舎の供用開始[5]。

## 駅構造
単式ホーム1面1線を有する無人駅であるが、日中時間帯は駅員が配置される。駅ホームは一部、鞍馬川・貴船川の河川合流点付近および京都府道361号上黒田貴船線の鉄橋上にある。出入口は府道の貴船側に沿い、階段を登ったところに改札口、ホーム、コインロッカーがある。改札口にはICカードリーダーと自動改札機、ICカードチャージ機、乗車駅証明書発行機が設置され、改札内には待合室がある。待合室には貴船神社宮司により「令月」の名称がつけられている。駅入り口からホームに向って右側の通路を進むと突き当りに叡山電鉄の駅として初めて設置されたエレベーターがあり、エレベーター前を左に曲がるとトイレと待合室がある。駅入り口左には京都市立鞍馬小学校方面への通路がある。なお、「貴船もみじ灯篭」（11月に開催）の際は、駅構内の紅葉がライトアップされる。

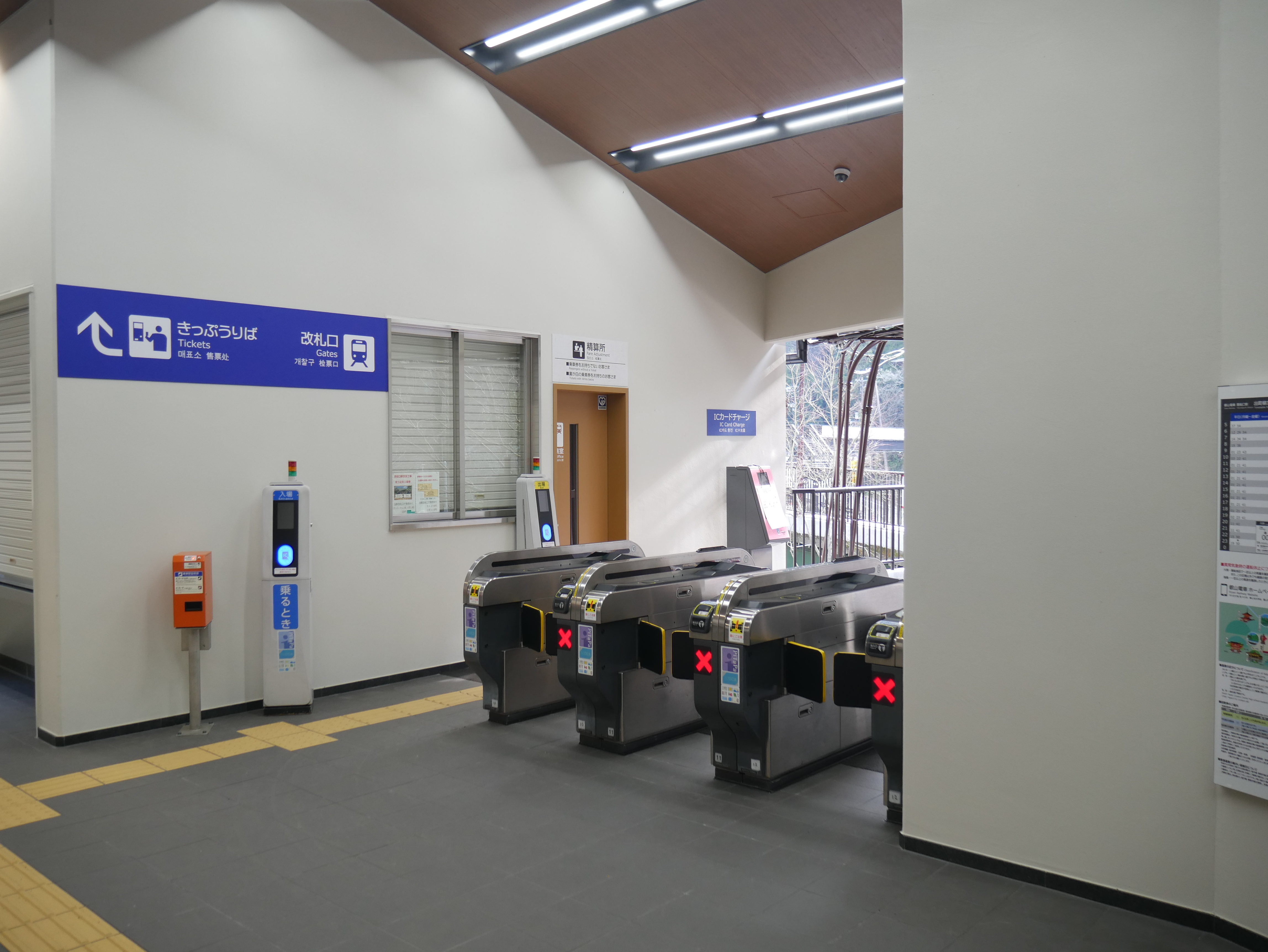
改札口。自動改札機が使用されるのは混雑時のみで、通常は左に見えるカードリーダーを使用する（2020年4月）
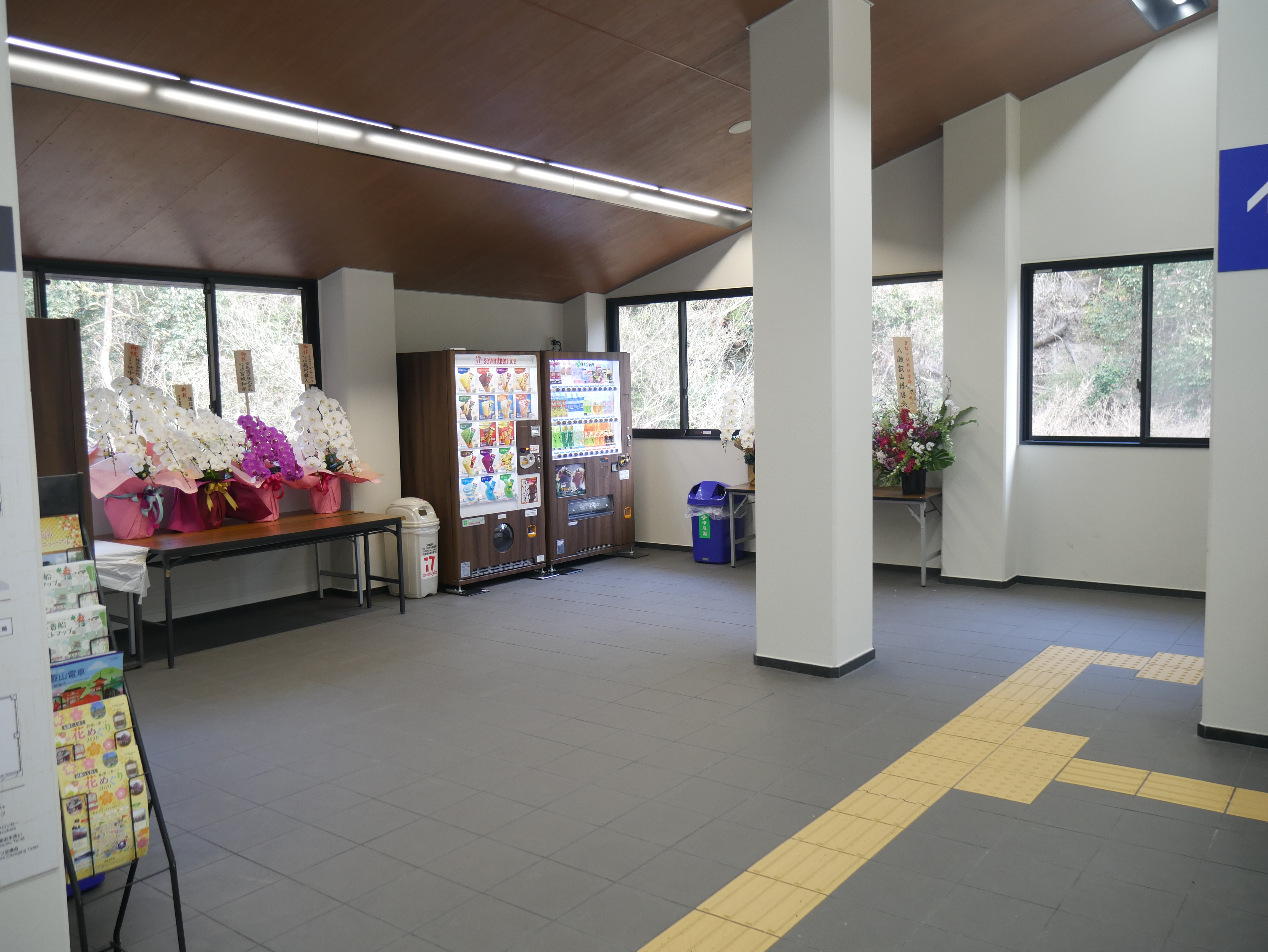
待合室内観（2020年3月）
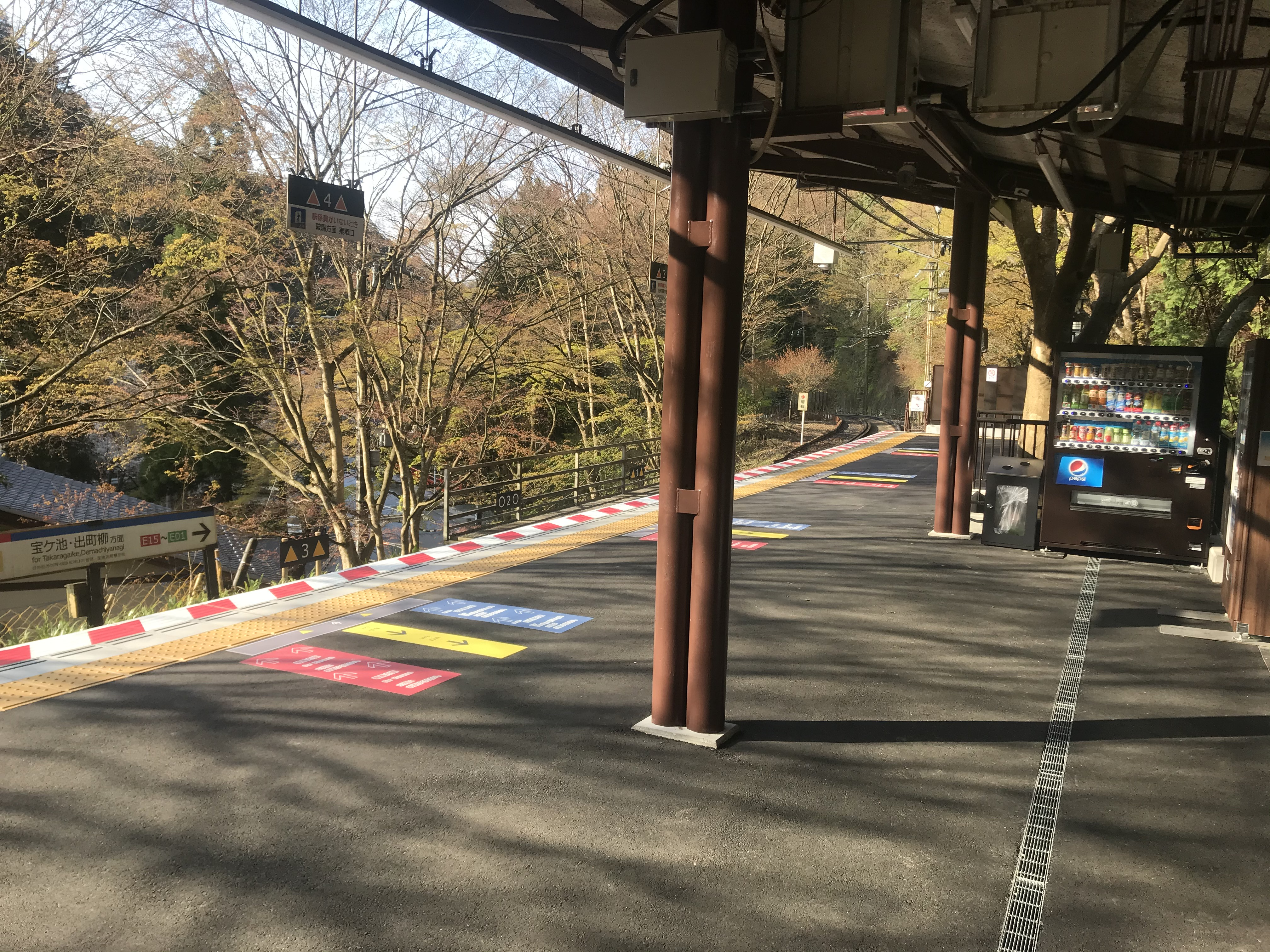
ホーム（2020年4月）
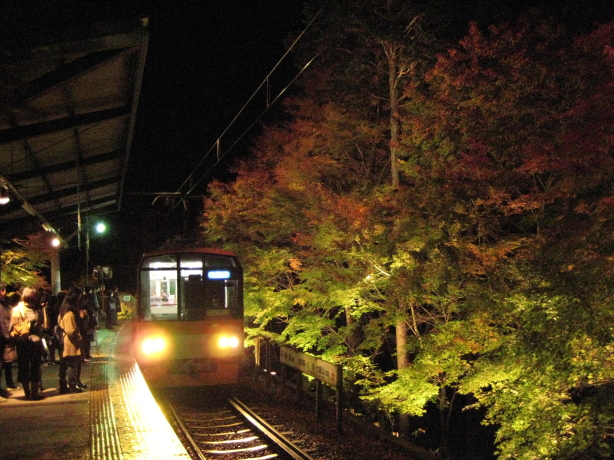
ライトアップイベントの様子（2007年11月）

## 駅周辺
京都府道38号京都広河原美山線（鞍馬街道）から京都府道361号上黒田貴船線が分岐したすぐ先に位置している。かつて府道38号は市原駅から当駅までの間を鞍馬線に寄り添うように通っていたが、二ノ瀬バイパスの整備により当駅南方でトンネルにより市原地区へ抜ける経路を取るようになった。トンネルの手前にバイパスと旧道との分岐がある。バイパスは当初梶取橋を渡って駅すぐ横を通る道路を新設する計画であったが鞍馬小学校前の道路を改良する計画に変更され、道路の拡幅と急カーブの改良、歩道橋の付け替えや鞍馬川の護岸工事が行われた。
貴船神社までは当駅から徒歩30分程の距離があり、路線バスに乗らない場合は、狭い道路を歩かなければならない。シーズン中は自動車の通行も多く注意が必要である（京都府道361号上黒田貴船線の項も参照）。なお、周囲には鞍馬小学校と消防出張所以外には目立った施設はない。
当駅付近
- 京都府道361号上黒田貴船線
- 京都府道38号京都広河原美山線（鞍馬街道）
  - 二ノ瀬バイパス
- 梶取社（貴船神社末社）と貴船神社の一の鳥居
  - 梶取橋（上記2つの府道の分岐点にある府道361号の朱塗りの橋）
- 蛍岩 - ゲンジボタル生息地、徒歩2分。
- 京都市立鞍馬小学校
- 京都市消防局左京消防署鞍馬消防出張所
- 大勘商店 - 貴船口駅売店・回数券委託発売所。

貴船神社付近
- 貴船神社 - 近隣には川床を利用した料理店が数軒ある。
- 鞍馬寺西門（貴船口）

## バス路線
駅前に「叡電貴船口駅前」停留所、駅付近に「貴船口」停留所があり、京都バスの路線が経由する。路線に関する情報は下記を参照。
叡電貴船口駅前
- 33系統:貴船行

貴船口
- 32系統：鞍馬・花脊峠・花背山の家・花背交流の森・大悲山口 経由 広河原行／上賀茂神社・堀川通り・北大路堀川・北大路駅 経由　京阪出町柳駅行
- 特33系統：貴船行（朝1便のみ運行）
- 52系統：鞍馬 経由 鞍馬温泉行／市原・地球研前経由 地下鉄国際会館駅行
- 特54系統：静原・城山行
- 55系統：市原・静原・大原行
- 95系統（北山バーディ号）：鞍馬行（春分の日のみ片道運行）

## 隣の駅
叡山電鉄
■鞍馬線
二ノ瀬駅 (E15) - 貴船口駅 (E16) - 鞍馬駅 (E17)
- 括弧内は駅番号を示す。